# تيم هاريس (سياسي)
تيم هاريس (بالإنجليزية: Tim Harris)‏ هو سياسي جنوب أفريقي، ولد في 1979 في كيب تاون في جنوب أفريقيا. حزبياً، نشط في التحالف الديمقراطي.